# Dongam (métro de Séoul)
Dongam (hangeul : 동암 ; hanja : 銅岩) est une station de passage de la ligne 1 du métro de Séoul. Elle est située au 10 Dongam Gwangjang-ro, dans le quartier Sipjeong-dong de l'arrondissement Bupyeong-gu, sur le territoire de la ville métropolitaine d'Incheon, à l'ouest de Séoul en Corée du Sud.
Ouverte en 1974, elle est desservie par les rames des services omnibus et express de la ligne 1.

## Situation sur le réseau

Plan du réseau (2023)

Établie en surface Dongam est une station de passage de la ligne 1 du métro de Séoul : elle est située entre la station Baegun, en direction du terminus nord-est Yeoncheon, et la station Ganseok, en direction du terminus ouest Incheon,.

## Histoire
La station Dongam est mise en service le 15 août 1974, sur la section dite ligne Gyeongin (ko) de la ligne 1 du métro de Séoul,,.
Au début des années 2000, construction d'une nouvelle station qui est mise en service dans sa totalité le 1er janvier 2005.

## Services aux voyageurs

### Accès et accueil
La station est située au 10 Dongam Gwangjang-ro, dans le quartier Sipjeong-dong. Elle dispose d"une unique bouche.

### Desserte
Dongam, est desservie par les rames de services omnibus et express de la ligne.

Installations
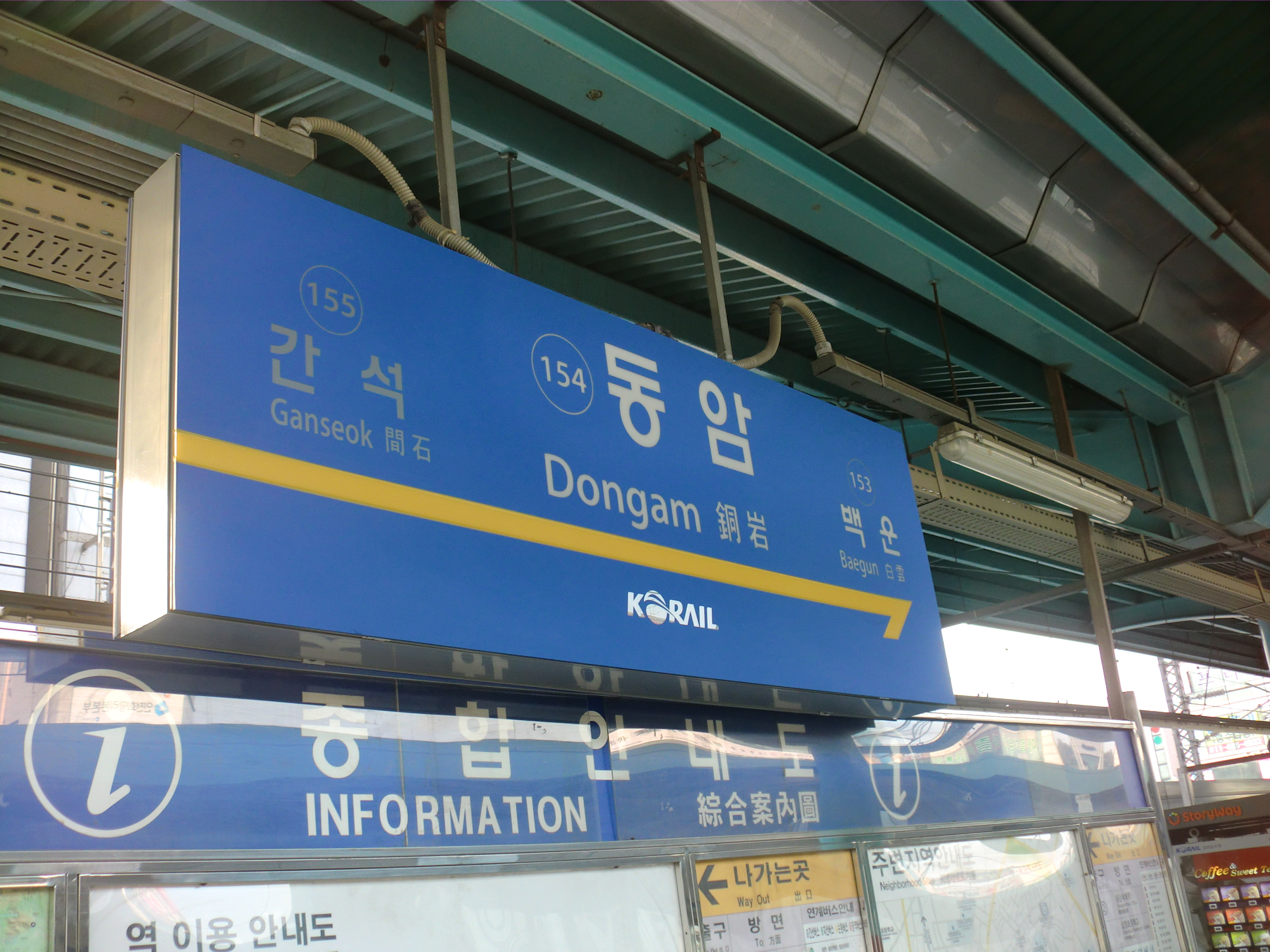
En 2015.
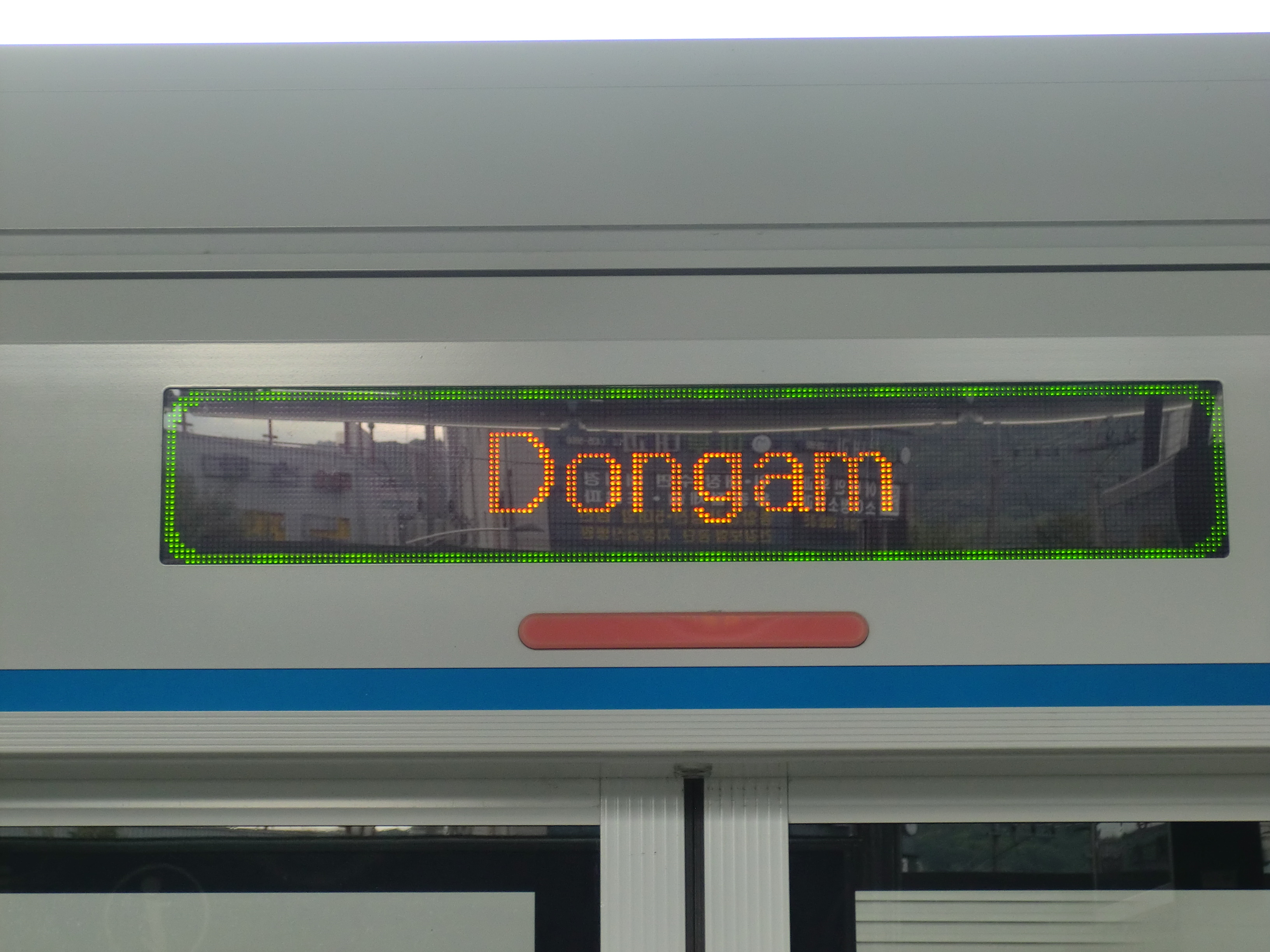
En 2015.

### Intermodalité
Des arrêts de bus sont situés à proximité.

## À proximité
Elle dessert notamment le Parc aux papillons d'Incheon.